# Pulse of Europe

Logo ufficiale

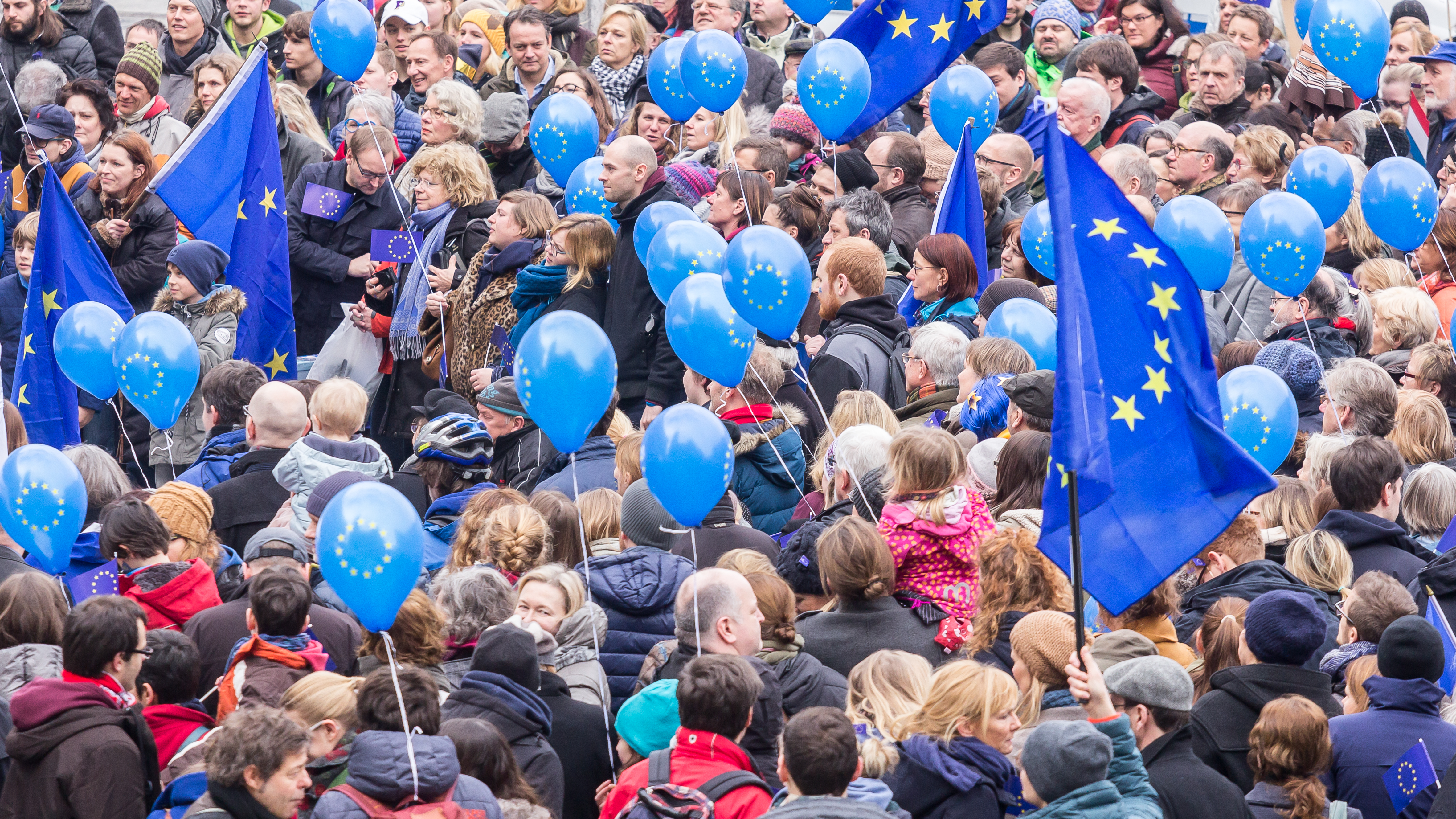
Pulse of Europe a Colonia, 19 febbraio 2017

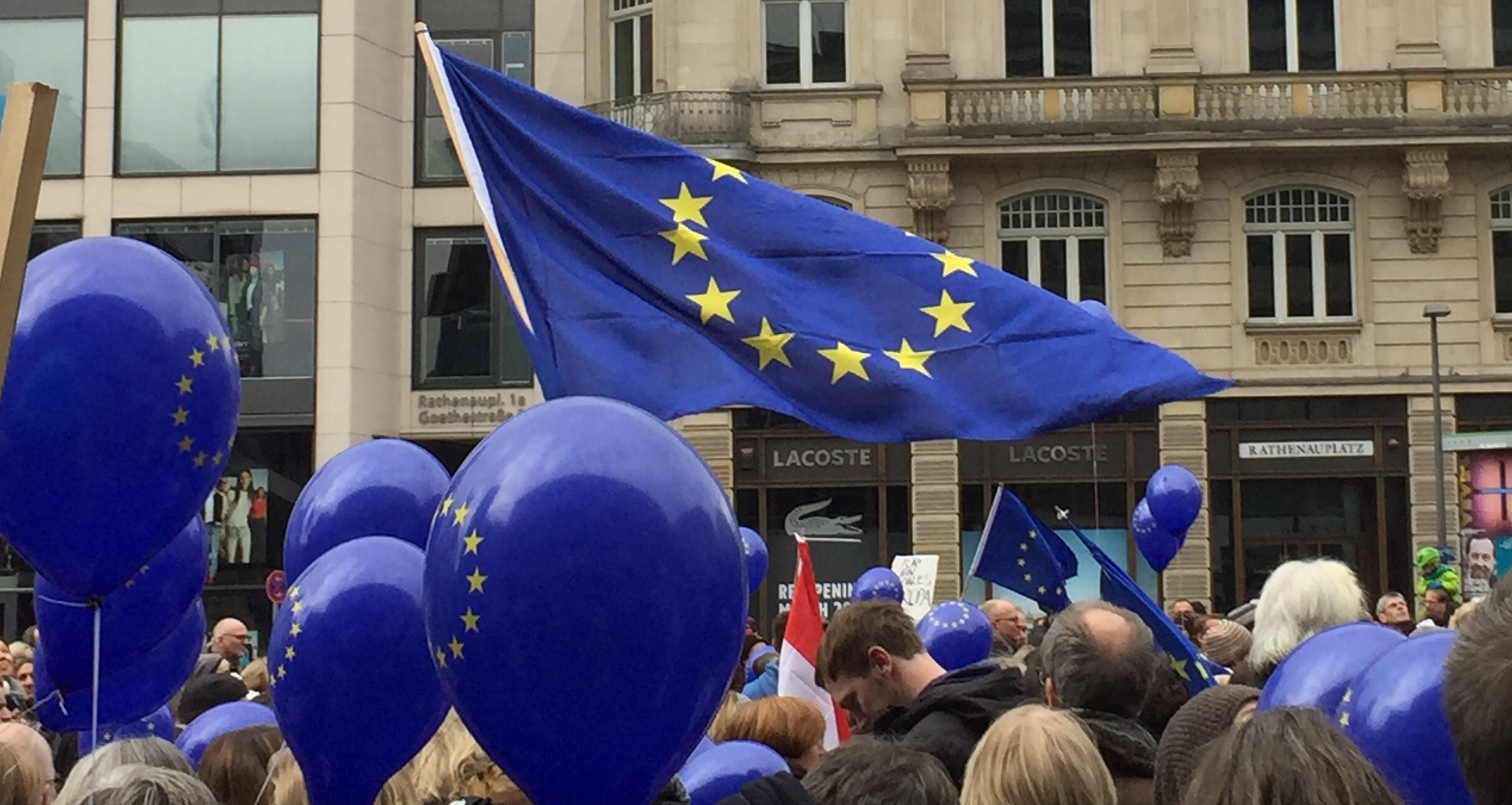
Pulse of Europe a Francoforte, 19 febbraio 2017

Pulse of Europe è un'iniziativa popolare e autonoma pro-Unione europea nota per gli eventi settimanali in cui riunisce persone in città (soprattutto tedesche) a cantare l'inno europeo in piazza.
Fondata a Francoforte sul Meno nel 2016, si pone l'obiettivo di "rendere di nuovo visibile e udibile il pensiero europeo".

## Nascita e sviluppo

### Fondazione
L'iniziativa popolare è stata ideata dagli avvocati Daniel e Sabine Röder di Francoforte. Il presunto successo di movimenti nazionalisti e populisti nel 2016 li convinse a diventare attivi prima delle elezioni in Olanda, Francia e Germania nel 2017. In seguito al voto per il Brexit e all'elezione di Donald Trump come presidente degli Stati Uniti organizzarono un movimento di protesta senza aspettare eventi successivi.

### Diffusione
Gli iniziatori hanno organizzato a novembre 2016 una prima manifestazione, a cui hanno partecipato circa 200 persone. Da gennaio 2017 si sono susseguiti altri incontri ad intervalli settimanali: il 5 febbraio 2017 a Francoforte (con circa 600 partecipanti), Karlsruhe, Friburgo, Colonia e Amsterdam. Il 12 febbraio si sono svolti altri raduni in diverse città tedesche, raggiungendo l’apice di circa 1.700 persone a Francoforte.
A partire da febbraio 2017, ogni domenica alle 14:00, l'iniziativa di Pulse of Europe ha avuto luogo nelle piazze di varie città europee, prima soltanto in Germania e successivamente anche in altre capitali europee (tra le prime Amsterdam e Parigi), fino a coinvolgere città in 21 Paesi europei. In Italia, le prime città ad ospitare la manifestazione sono state Roma, Genova, Bologna, Forlì.